# Cầu Hưng Hà
Cầu Hưng Hà là một cây cầu bắc qua sông Hồng. Đầu cầu phía Bắc thuộc địa bàn xã Phương Chiểu, thành phố Hưng Yên, tỉnh Hưng Yên. Đầu còn lại thuộc địa bàn xã Chân Lý, huyện Lý Nhân, tỉnh Hà Nam. Tên cầu được ghép từ hai từ đầu tên của hai tỉnh Hưng Yên và Hà Nam.
Chiều dài toàn tuyến là khoảng 6,2 km, trong đó: phần cầu chính dài 2,118 km, đường dẫn phía Hưng Yên dài 2,17 km, đường dẫn phía Hà Nam dài 1,88 km. Bề rộng cầu cũng như nền đường là 22,5 mét có 4 làn xe cơ giới và hai làn xe thô sơ (đường cấp II đồng bằng theo tiêu chuẩn quốc gia Việt Nam về giao thông). Cầu được thiết kế vĩnh cửu với 41 nhịp.
Tổng vốn đầu tư xây dựng cầu Hưng Hà là 2.900 tỷ đồng được huy động từ ODA từ Quỹ Hợp tác Phát triển Kinh tế Hàn Quốc (EDCF) và vốn đối ứng của Chính phủ Việt Nam.
Nhà thầu thi công công trình cầu Hưng Hà là Hyundai Development Company. Thời gian thi công theo dự kiến ban đầu là 36 tháng, sau đó rút xuống dự kiến 24 tháng. Lễ động thổ diễn ra hôm 27 tháng 12 năm 2015 và chính thức thông xe vào ngày 26 tháng 1 năm 2019.